# Conjunto de canto y danza del ejército soviético
Conjunto de canto y danza del ejército soviético es un álbum de estudio del Coro del Ejército Rojo de la Unión Soviética, dirigido desde 1946 por B.A. Alexandrov, hijo de A.V. Alexandrov, director original de la banda que falleció en dicho año. Fue lanzado en 1972 en Chile durante el período de la Unidad Popular por el sello discográfico DICAP.

## Lista de canciones
| Lado A |                                             |                              |          |  |
| N.º    | Título                                      | Música                       | Duración |  |
| 1.     | «Los remeros del Volga»                     | A.B. Alexandrov, O. Kolushev |          |  |
| 2.     | «"Dubinushka" Akh, Nastasya»                | tradicional rusa             |          |  |
| 3.     | «Recordemos camaradas»                      | A.V. Alexandrov, S. Alymov   |          |  |
| 4.     | «Dos coros» (De la Ópera Octubre; Escena 5) | V. Muradeli, V. Lugovskoi    |          |  |

| Lado B |                                                        |                                                     |          |  |
| N.º    | Título                                                 | Música                                              | Duración |  |
| 5.     | «Coro de los cazadores» (de la ópera «Der Freischütz») | C. Weber                                            |          |  |
| 6.     | «Noche»                                                | A. Rubinstein                                       |          |  |
| 7.     | «Detrás del boque»                                     | Canción de la guerra civil arreglos A.V. Alexandrov |          |  |
| 8.     | «Atardecer en la bahía»                                | V. Solovyov, Sedoi, A. Fatianov                     |          |  |
| 9.     | «Voz de mi país»                                       | A.G. Novikov, A. Sabolev                            |          |  |

## Créditos
- Vicente + Antonio Larrea: diseño gráfico[1]